# Zemo Koszka
Zemo Koszka (ros. Kusdżyta) – wieś w Osetii Południowej, w regionie Dżawa. W 2015 roku liczyła 7 mieszkańców.